# Ивановское (Рязанская область)
Ивановское — село в Старожиловском районе Рязанской области, располагается на берегу реки Истья. Входит в состав поселка городского типа Старожилово.

## История
Село Насилово оставалось крупнейшим населенным пунктом Гулынской округи на протяжении XVII—XVIII вв., но, очевидно, было таковым и в более раннюю эпоху.
Уже в 1590-е гг. там существовало 2 церкви. Некогда единое поместье, принадлежавшее во 2-й половине XVI в. Замятне Лыкову, Насилово на рубеже XVI—XVII вв. разделилось на несколько жеребьев, развивавшихся в дальнейшем достаточно обособленно и принадлежавшим, зачастую, разным церковным приходам.
В 1720 г. Насилово было разбито на шесть жеребьев — владения капитан-командора Василия Афанасьевича Дмитриева-Мамонова, майора Ивана Ильича меньшого Дмитриева-Мамонова, совместного владения Артамона и Алексея Васильевичей Дмитриевых-Мамоновых, князя Александра Дмитриевича Волконского, князя Михаила Дмитриевича Волконского и князя Александра Ивановича Шаховского. Ни один из помещиков, для которых насиловский жеребей являлся лишь частью их обширных владений, в селе не жил, управляя имением через приказных людей.
Крупнейшее село Старожиловской округи насчитывало 85 дворов, в которых проживало постоянно 890 крестьян, 69 дворовых людей и 11 лиц духовного сословия — всего 970 человек. 5 крестьянских дворов и оба поповских содержали пчелиные ульи (89), в 4 крестьянских дворах имелись бани.
По результатам Генерального межевания «Экономические примечания» описывали село так: «по обе стороны реки Истьи и трех оврагов безымянных, а двух — одного на правом, а другого на левом берегах. В том селе две церкви Успения Пресвятые Богородицы и Апостола Андрея Первозванного и 5 домов господских с плодовитыми садами, деревянные. Церковные земли — одна близ речи Истьи на левом берегу и по обе стороны оврага безымянного, а другая по обе стороны оврага Ослонова. Земля чернозем и сероглинистая. Хлеб и покосы средственны. Лес строевой и дровяной, дубовый, березовый и осиновый. Крестьяне на пашне».
Межевая дача с. Насилова составляла 5534 десятины 672 сажени, являясь второй в округе по общей площади, а по размерам пашни — 4488 десятины 556 саженей — первое. Лес занимал 430 десятин 1200 саженей, сенокос — 415 десятин 1600 саженей, усадьбы — 151 десятину 600 саженей. Сравнительно с общими размерами дачи неудобья занимали немного места — 48 десятин 1516 саженей. Землевладельцами в момент генерального межевания состояли В. В. Грушецкий, М.В. и Н. А. Дмитриевы-Мамоновы, П. Н. Тютчева, кн. П. А. Волконский, А. Ф. Вейдейгова. По данным 3-й ревизии (1762 г.) в 166 дворах имелась 631 душа мужского и 601 женского пола.
В 1768 г. Николаю Алексеевичу Дмитриеву-Мамонову достались по наследству в 1768 г. от отца, капитан-командора Алексея Васильевича Дмитриева-Мамонова 43 души мужского и 47 женского пола, а в 1769 г. им были куплены у секунд-майора кн. Петра Алексеевича Шаховского 152 души мужского и 146 женского пола. По исповедным ведомостям 1778 г. за Н. А. Дмитриевым-Мамоновым помещичий двор (14 мужского и 7 женского пола душ) и 68 крестьянских дворов (253 мужского и 219 женского пола душ), в том числе 56 дворов в приходе Богословской церкви (226 мужского и 190 женского пола душ) и 12 дворов в приходе Успенской церкви (27 мужского и 29 женского пола душ). По данным 4-й ревизии (20 июня 1782 г.) за Н. А. Дмитриевым-Мамоновым состояло в с. Насилове 226 душ мужского и 205 женского пола. Превышение выводимого из исповедных ведомостей итога над ревизскими цифрами (обычно картина бывает противоположной) объясняется, видимо, тем, что ведомости Богословской церкви за 1778 г. составлялись двумя служившими в ней священниками по своим «половинам» и, приблизительно, 6 дворов с их обитателями были написаны в обе половины.
Действительному статскому советнику Матвею Васильевичу Дмитриеву-Мамонову (1724—1810), отцу будущего фаворита Екатерины II, в 1778 г. принадлежал помещичий двор, в котором постоянно проживали лишь дворовые люди (по 11 обоего пола душ) и, приблизительно 40 крестьянских дворов (исповедная ведомость Успенской церкви 1778 г. не дает подворной разбивки) (114 мужского и 126 женского пола душ. По данным 4-й ревизии (13 августа 1782 г.) М. В. Дмитриеву-Мамонову принадлежала 141 ревизская душа мужского и 151 женского пола.
По исповедным ведомостям двух половин Богословской церкви 1778 г. за князем Петром Александровичем Волконским показаны помещичий двор, в котором живут дворовые люди (21 мужского и 22 женского пола души) и 39 крестьянских дворов (151 мужского и 155 женского пола душ). 4-я ревизия (1 июня 1782 г.) дает совсем другие цифры: 109 душ мужского и 104 женского пола. Вновь в исповедных ведомостях, как и в случае с крепостными Н. А. Дмитриева-Мамонова, частичное дублирование данных двух половин дает искаженный итог. Если принимать во внимание лишь ведомость иерея Иоанна Никитина, то её данные (90 душ мужского и 98 женского пола в 22 дворах, а также 16 мужского и 19 женского пола душ дворовых людей) дают итог, очень близкий к показанному в 4-й ревизии.
Согласно исповедной ведомости Успенской церкви 1778 г. за В. В. Грушецким состояло, приблизительно, 24 двора (подворная разбивка отсутствует), в которых показано по 77 обоего пола душ. По 4-й ревизии (7 июля 1782 г.) В. В. Грушецким состояло в Насилове 96 душ мужского и 92 женского пола.
Н.А. и М. В. Дмитриевы-Мамоновы и В. В. Грушецкий, которых мы относим к магнатам, в Насилове никогда не жили, их хозяйство вели управляющие. Кн. П. А. Волконский, в силу близости своих основных имений, мог посещать Насилово, но о проживании его здесь данных не имеется.
С начала 1760-х гг. в Насилове коротали девичий век рано осиротевшие дочери полковника Федора Ивановича Вейдейгова, Мария и Анна. 19 января 1771 г. умерла Мария. В 1777 г. в селе жила Анна Федоровна Вейдейгова (Вейдингова), 38 лет. 19 Её обслуживал штат из 36 дворовых людей (20 мужского и 16 женского пола душ). По исповедным ведомостям двух половин Богословской церкви 1778 г. выводится явно недостоверный итог: по 29 обоего пола душ дворовых людей, 169 мужского и 159 женского пола душ крестьян в 47 дворах. Очевидно взаимное наложение данных не менее чем по 13 дворам. Если принимать во внимание итог, выводимый по ведомости лишь с половины иерея Иоанна Никитина, итог будет следующий: по 14 душ обоего пола дворовых, 89 мужского и 100 женского пола душ крестьян. Этот итог согласуется с данными 4-й ревизии (20 мая 1782 г.): 110 душ мужского и 102 женского пола крестьян и дворовых. По исповедным ведомостям 1785 г. А. Ф. Вейдейговой показано опять-таки 38 лет. При ней дворовые люди: 18 мужского и 13 женского пола душ. За ней 26 крестьянских дворов (98 мужского и 86 женского пола душ). 23 мая 1785 г. она вышла замуж за овдовевшего соседа по имению С. Б. Тютчева186.
В 1778 г. в приходе Успенской церкви имелось 6 (подворная разбивка отсутствует) крестьянских дворов (32 мужского и 27 женского пола душ), принадлежащих первой жене артиллерии подполковника Степана Богдановича Тютчева Прасковье Никитичне. По 4-й ревизии (23 мая 1782 г.) за П. Н. Тютчевой состояло 35 душ мужского и 32 женского пола. Исповедной ведомостью Богословской церкви 1778 г. показан помещичий двор, в котором живут С. Б. Тютчев, 74 лет и дворовые люди (5 мужского и 3 женского пола души). 20 февраля 1785 г. Прасковья Никитична Тютчева умерла в возрасте 45 лет. По исповедным ведомостям 1785 г. С. Б. Тютчеву 72 года. При нём дворовые люди (4 мужского и 9 женского пола душ). 23 мая 1785 г. С. Б. Тютчев, 50 лет, второбрачный, «понял девицу оного ж с. Насилова с полковническую дочерью Анную Федоровою, 38 лет». Венчание состоялось в Богословской церкви того же села.
В 1778 г. в Насилове жили семьи священно- и церковнослужителей.
Вдовая попадья Наталья Федорова, 61 года.
Успенский иерей Пантелеймон Аврамов, 35 лет. Дьякон Евсей Петров, 35 лет, с женой Екатериной Моисеевой, 30 лет. Пономарь Лука Петров с женой Анной Петровой, оба 25 лет.
Богословский иерей Михаил Никитин, 55 лет, с женой Марией Корнеевой, 54 лет. У них сыновья, дьячок Федор с женой Ефросинией Яковлевой, оба 25 лет, Андрей, 15 лет. Дьякон Данила Алексеев, 45 лет, с женой Вассой Максимовой, 40 лет. У них сын Денис с женой Агафьей Тимофеевой, оба 19 лет. Пономарь Михаил Алексеев, 42 лет, вдовец.
Отец помещика П. А. Сазонова, выиграв в XIX веке в карты несколько десятков десятин леса и пахотных угодий, подарил их сыну, использовав при этом подарочные сертификаты. Тот построил на «новых» землях одноэтажный дом из трех комнат и зала, кухни и террасы, заложил фруктовый сад, соорудил пруд с купальней. Первыми обитателями нарождающейся д. Сазоновские Выселки (Сазоново или Выселки) стали четыре семьи крепостных крестьян, переселенных в барскую усадьбу из с. Насилово. В 1861 году помещик, заинтересованный в привлечении рабочих рук для ведения хозяйства, начал продавать земельные участки. Их приобретали жители с. Богословское, д. Карамышево, д. Матвеевки и других близлежащих мест. Во время Первой мировой войны ушедших на фронт мужчин «заменили» на господских землях в качестве скотников, конюхов, рабочих молотилки и т. д. около 30 военнопленных австро-венгерской армии.

### Помещики села Насилово

#### Княжеский род Волконских
- Князь Семен Федорович Волконский (ум. 1644) - 01.08.1616 получил в вотчину пол с. Насилово Рязанского у.[5]
- Князь Федор Федорович Шериха (ум. 1658) - 21.08.1616 за Московское осадное сидение при царе Василии получил в вотчину полс. Насилово Рязанского у.[5]
- Князь Петр Иванович Волконский - в 1678 за ним с братом Иваном 58 дворов в с. Насилово Рязанского у., половина которых в 1695 досталась их родному племяннику кн. Семену Давыдовичу Волконскому (ум. 1707).[5]
- Князь Владимир Иванович Волконский - 10.08.1695 ему достались по разделу с племянниками кн. Семеном и кн. Дмитрием Давыдовичам 68 четв. в с. Насилово Рязанского у.[5]
- Князь Михаил Дмитриевич Волконский (1691 – до 1750) - 05.09.1705 окольничий кн. Федул Федорович Волконский уступил ему с. Насилово Рязанского у.[5]
- Князь Николай Дмитриевич Волконский - в 1705 дед его кн. Ф.Ф. Волконский дал ему с братом кн. Александром Дмитриевичем (1698 – 5.02.1743) 100 четв. в с. Насилово Рязанского у.[5]
- Князь Петр Александрович Волконский (1733 – 28.09.1801) - В 1788 за ним состояло 110 муж. и 104 жен. души в с. Насилово.[5]
- Князь Николай Григорьевич Волконский (1732 г.р.) - в 1800 за ним показано 142 души в с. Насилово.[5]

#### Дворянский род Дмитриевых-Мамоновых
- Николай Алексеевич Дмитриев-Мамонов (1732 – ок. 1794) - за ним состояли 166 муж. и 141 жен. душа в с. Насилово Пронского у.[6]

#### Княжеский род Кропоткиных
- Княжна Александра Алексеевна (14.08.1874 – 1936) - Фрейлина, затем монахиня. За ней состояло 674 дес. в с. Насилово Пронского у. В 1926 лишена права пользования землей в своем бывшем имении.[7]

#### Дворянский род Ждановых
- Григорий Владимирович Жданов (р. 29.08.1897) - крещен 12 октября 1897 в с. Насилово Пронского у.; восприемники: Анатолий Николаевич Жданов и девица Софья Николаевна Лебедева.[8]

## Население
| 1780 | 1884 | 1900 | 1910 | 2010 |
| ---- | ---- | ---- | ---- | ---- |
| 274  | 1395 | 1815 | 1724 | 250  |

| 1859 | 1897  | 1906  | 2010 |
| ---- | ----- | ----- | ---- |
| 2004 | ↘1729 | ↗2013 | ↘299 |

### Известные уроженцы и выходцы из села
- Левашов, Александр Николаевич, (26 сентября 1841, Рязанская губерния, Пронский уезд, село Насилово  — 15 октября 1900) - писатель-натуралист, активный член московского отделения революционной народнической организации «Земля и воля». Родился в дворянской семье в селе Насилово[12].
- Орлин, Василий Иванович, (1894, Рязанская губерния, Пронский уезд, село Насилово — 4 апреля 1978) — священник села Захупты Рязанского уезда до декабря 1929 года[13]. Участвовал в публичных диспутах с атеистами и убедительно побеждал их. Это послужило поводом для ареста большевиками в 1929 году[14][15]. Василий Иванович был осужден особым Совещанием при Коллегии ОГПУ СССР (29/01/1930) и приговорен к 3 годам концлагерей (пересыльный лагерь Котлас, 1930), однако ушёл из лагеря-пересылки с товарищем по болоту. По его словам, помог ему святой преподобный Сергий Радонежский[15]. После чего поменял фамилию на Громов. Под этим именем после войны служил священником в различных приходах. Служил в деревне Власово (Московская область, Шатурский район), вплоть до 1975 года. Посмертно был реабилитирован По Указу Президиума ВС СССР (от 16.01.1989 по году репрессий 1930)[15].